# Орехов, Александр Павлович (футболист)
Алекса́ндр Па́влович Оре́хов (род. 24 мая 2002, Москва) — российский футболист, полузащитник московского «Торпедо».

## Биография
Воспитанник московского «Торпедо».
11 апреля 2019 года подписал свой первый профессиональный контракт, рассчитанный на 3 года, с основной командой клуба. 
12 мая 2019 года в матче первенства ПФЛ против «Ротора-2» дебютировал в профессиональном футболе. В сезоне 2018/19 стал победителем первенства ПФЛ (зона «Центр»).
14 сентября 2019 в матче против «Краснодара-2» дебютировал в первенстве ФНЛ. 
3 августа 2020 года продлил контракт с клубом на 4 года.
В сезоне 2021/22 с командой стал победителем Первого дивизиона.
6 мая 2023 года дебютировал в РПЛ, выйдя на замену в матче против «Ахмата».
31 мая 2023 года продлил контракт с клубом на 2 года.
30 января 2025 года на правах аренды присоединился к белорусскому клубу «Торпедо-БелАЗ». 30 марта 2025 года в матче против минского «Динамо» дебютировал в чемпионате Беларуси. 
В мае 2025 года стал финалистом Кубка Беларуси 2024/25. 10 июля 2025 года в матче против македонского клуба «Работнички» дебютировал в квалификационном раунде Лиги конференций УЕФА. В составе команды провел 19 матчей во всех турнирах, забил 1 мяч и сделал 2 результативные передачи.

## Статистика выступлений
| Выступление      | Выступление      | Выступление      | Лига | Лига | Кубки | Кубки | Еврокубки | Еврокубки | Итого | Итого |
| Клуб             | Лига             | Сезон            | Игры | Голы | Игры  | Голы  | Игры      | Голы      | Игры  | Голы  |
| ---------------- | ---------------- | ---------------- | ---- | ---- | ----- | ----- | --------- | --------- | ----- | ----- |
| Торпедо (Москва) | ПФЛ              | 2018/19          | 1    | 0    | 0     | 0     | —         | —         | 1     | 0     |
| Торпедо (Москва) | ПФЛ              | 2019/20          | 9    | 0    | 0     | 0     | —         | —         | 9     | 0     |
| Торпедо (Москва) | ФНЛ              | 2020/21          | 7    | 0    | 0     | 0     | —         | —         | 7     | 0     |
| Торпедо (Москва) | Первый дивизион  | 2021/22          | 8    | 0    | 2     | 0     | —         | —         | 10    | 0     |
| Торпедо (Москва) | РПЛ              | 2022/23          | 5    | 0    | 3     | 0     | —         | —         | 8     | 0     |
| Торпедо (Москва) | Первая лига      | 2023/24          | 19   | 0    | 1     | 0     | —         | —         | 20    | 0     |
| Торпедо (Москва) | Первая лига      | 2024/25          | 2    | 0    | 2     | 0     | —         | —         | 4     | 0     |
| Торпедо (Москва) | Первая лига      | 2025/26          | 1    | 0    | 0     | 0     | —         | —         | 1     | 0     |
| Торпедо (Москва) | Итого            | Итого            | 52   | 0    | 8     | 0     | —         | —         | 60    | 0     |
| → Торпедо-2      | Вторая лига      | 2022/23          | 22   | 2    | —     | —     | —         | —         | 22    | 2     |
| → Торпедо-2      | Итого            | Итого            | 22   | 2    | —     | —     | —         | —         | 22    | 2     |
| → Торпедо-БелАЗ  | Высшая лига      | 2025             | 14   | 1    | 5     | 0     | 4         | 0         | 23    | 1     |
| → Торпедо-БелАЗ  | Итого            | Итого            | 14   | 1    | 5     | 0     | 4         | 0         | 23    | 1     |
| Всего за карьеру | Всего за карьеру | Всего за карьеру | 88   | 3    | 13    | 0     | 4         | 0         | 105   | 3     |

## Достижения
«Торпедо» (Москва)
- Победитель ПФЛ (зона «Центр»): 2018/19
- Победитель Первого дивизиона: 2021/22
- Итого : 2 трофея

«Торпедо-БелАЗ»
- Финалист Кубка Беларуси: 2024/25